# Liparis callyodon
Espèce
Liparis callyodon est une espèce de poisson de la famille des Liparidae ("limaces de mer").